# Wapen van Myanmar
Het wapen van Myanmar is een van de officiële symbolen van Myanmar en wordt gebruikt in alle officiële regeringsdocumenten.
Het wapen toont twee mythische leeuwen (chinthes) die met de rug naar elkaar toe staan met daartussen een kaart van Myanmar op een tandwiel. Het wapen wordt omringd door traditionele bloemversierselen en wordt gekroond door een ster. Het tandwiel en de ster zijn socialistische symbolen en komen ook voor in de vlag van Myanmar.
Onder in het wapen staat op een lint de Birmaanse tekst Pranytaungsu. sa.ma.ta. mranma nuing ngam tau; Pyidaungzu Thamada—Myanma Naingnandaw ("President van de Unie van Myanmar").
Afghanistan · Armenië · Azerbeidzjan · Bahrein · Bangladesh · Bhutan · Brunei · Cambodja · China: Volksrepubliek / Republiek (Taiwan) · Cyprus · Filipijnen · Georgië · India · Indonesië · Irak · Iran · Israël · Japan · Jemen · Jordanië · Kazachstan · Kirgizië · Koeweit · Laos · Libanon · Malediven · Maleisië · Mongolië · Myanmar · Nepal · Noord-Korea · Oezbekistan · Oman · Oost-Timor · Pakistan · Palestina · Qatar · Rusland · Saoedi-Arabië · Singapore · Sri Lanka · Syrië · Tadzjikistan · Thailand · Turkmenistan · Turkije · Verenigde Arabische Emiraten · Vietnam · Zuid-Korea

Afhankelijke gebieden: Hongkong · Macau

Betwiste gebieden: Noord-Cyprus